# Koča pod Kremžarjevim vrhom
Schronisko pod Kremžarjevym vrhem (słoweń. Koča pod Kremžarjevim vrhom) – schronisko turystyczne na Pohorju w Słowenii. 

## Opis
Schronisko stoi na południowo-zachodniej stronie Kremžarjevego vrhu (1164 m). Jest najbardziej zachodnim pohorskim schroniskiem górskim. Pierwsze schronisko wybudował Mislinjski oddział Słoweńskiego Towarzystwa Górskiego w Slovenj Gradcu trochę wyżej od dzisiejszego na Kernikovym vrhu i je otworzył 8 grudnia 1934. Schronisko 8 marca 1944 spalili bojownicy Zidanškovej brygady, by jej nie używał niemiecki okupant. Po wyzwoleniu PD (Towarzystwo Górskie) Slovenj Gradec wybudowało nowe schronisko i je otwarło 4 lipca 1948. W latach 1981 i 1982 schronisko przy pomocy  organizacji pracowniczych fundamentalnie odnowiono i wyremontowano oraz doprowadzono prąd i wodociąg; otwarcie odnowionego schroniska miało miejsce 28 listopada 1982. W 1989 doprowadzono telefon.
Schronisko jest otwarte od 20 kwietnia do 15 października, z wyjątkiem wtorków; za to na pewno w soboty, niedziele i święta. W części gościnnej jest 40 siedzeń, lada barowa; w 5 pokojach jest 18 miejsc; WC, umywalnia z ciepłą i zimną wodą; centralne ogrzewanie, woda bieżąca, prąd, telefon.

## Widok
Na wschód zamyka widok lesisty Kremžarjev vrh; na południej i zachodniej stronie jest pod nami Mislinjska dolina ze Slovenj Gradcem; na południu pokazują się Paški Kozjak, Graška gora, Posavsko hribovje (Pogórze Posawskie), Smrekovec, Golte, Menina planina i Alpy Sawińskie; na zachodzie są Uršlja gora, Raduha, Peca, Strojna i Svinška planina, w pobliżu zaś nad dolną Mislinjską doliną Selovec; na północ widzimy niższy grzbiet Pohorja, który schodzi ku Drawskiej dolinie, za nim zaś Košenjak i Golicą.

## Dostęp
- samochodem lokalną i leśną drogą ze Slovenj Gradca, przez Gradišče, do schroniska – 8 km
- ze Slovenj Gradca, SPP-em – 2 h
- z Dravogradu, Šisernikovym szlakiem – 5 h
- lokalną drogą z Vuzenicy do Sv. Primoža na Pohorju, przez Kaštivsko sedlo – 3 h
- Z Vuhredu, europejskim szlakiem pieszym E6 i SPP - 4 h
- Z Mislinji, koło Grmovškovego schroniska pod Veliką Kopą - 5 h 30.

Do Dravogradu, Vuzenicy i Vuhredu można dostać się pociągiem, do Mislinji też autobusem.

## Szlaki turystyczne
- Grmovškove schronisko pod Veliką Kopą (1377 m), 2,50 h (slzak łatwy)
- Poštarski dom pod Plešivcem (805 m), 3 h (szlak łatwy)
- Velika Kopa (1541 m), 2,30 h (łatwy szlak)
- Mala Kopa (1524 m), 2 h (łatwy szlak)
- Kremžarjev vrh (1164 m), 10 min (łatwy szlak)